# Baltic Crimes
Baltic Crimes (Der Usedom-Krimi) est une série de téléfilms policiers allemands diffusée depuis le 30 octobre 2014 sur Das Erste.
En France, elle est diffusée depuis le 9 décembre 2017 sur Polar+, et en Suisse sur RTS Un. Elle reste inédite dans les autres pays francophones.

## Synopsis
L'ancienne procureur Karin Lossow rentre chez elle à Usedom après huit ans passés en prison pour le meurtre de son mari. Elle est amenée à reprendre du service avec la commissaire de police locale, Julia Thiel, sa fille.
La commissaire Ellen Norgaard arrive à partir de l'épisode 6 suite au renvoi de Julia Thiel. Elle emménage chez Karin Lossow avec qui elle devient amie.

## Distribution
- Katrin Sass (VFB : Fabienne Loriaux) : Karin Lossow
- Lisa Maria Potthoff (de) (VFB : Sophie Frison) : Julia Thiel
- Peter Schneider (de) (VFB : Michelangelo Marchese) : Stefan Thiel
- Emma Bading (de) (VFB : Helena Coppejans) : Sophie Thiel
- Max Hopp (de) (VFB : Didier Colfs) : Dr Brunner
- Rainer Sellien (de) : Holm Brendel
- Rikke Lylloff : Ellen Norgaard

## Épisodes
| Épisode | Titre original         | Titre en français  | Date de diffusion originale | Date de diffusion France | Réalisateur                    | Scénariste                                                           |
| ------- | ---------------------- | ------------------ | --------------------------- | ------------------------ | ------------------------------ | -------------------------------------------------------------------- |
| 1       | Mörderhus              | La Maison du crime | 30 octobre 2014             | 18 mai 2019              | Andreas Herzog (de)            | Scarlett Kleint (de), Michael Illner (de), Alfred Roesler-Kleint     |
| 2       | Schandfleck            | La Honte           | 29 octobre 2015             | 25 mai 2019              | Oliver Schmitz                 | Alfred Roesler-Kleint, Michael Vershinin (de), Scarlett Kleint (de)  |
| 3       | Engelmacher            | La Faiseuse d'ange | 10 novembre 2016            | 1er juin 2019            | Jochen Alexander Freydank (de) | Scarlett Kleint (de), Alfred Roesler-Kleint, Michael Vershinin (de)  |
| 4       | Nebelwand              | Écran de fumée     | 19 octobre 2017             | 8 juin 2019              | Andreas Herzog (de)            | Scarlett Kleint (de), Alfred Roesler-Kleint, Michael Vershinin (de)  |
| 5       | Trugspur               | Cas de conscience  | 26 octobre 2017             | 15 juin 2019             | Jochen Alexander Freydank (de) | Scarlett Kleint (de), Alfred Roesler-Kleint, Michael Vershinin (de)  |
| 6       | Winterlicht            | Lumière hivernale  | 21 janvier 2019             | 8 février 2021           | Uwe Janson (de)                | Scarlett Kleint (de), Alfred Roesler-Kleint, Michael Vershinin (de), |
| 7       | Geisterschiff          | Bateau fantôme     | 14 février 2019             | 9 février 2021           | Oliver Schmitz                 | Scarlett Kleint (de), Alfred Roesler-Kleint, Michael Vershinin (de), |
| 8       | Mutterliebe            | Amour maternel     | 21 février 2019             | 10 février 2021          | Uwe Janson (de)                | Marija Erceg                                                         |
| 9       | Strandgut              | Vestiges de guerre | 7 novembre 2019             | 11 février 2021          | Andreas Herzog (de)            | Scarlett Kleint (de), Alfred Roesler-Kleint, Michael Vershinin (de), |
| 10      | Träume                 | Rêves brisés       | 14 novembre 2019            | 12 février 2021          | Andreas Senn (de)              | Marija Erceg                                                         |
| 11      | Nachtschatten          | Fête tragique      | 29 octobre 2020             | 13 juin 2022             | Felix Herzogenrath (de)        | Dagmar Gabler (de)                                                   |
| 12      | Schmerzgrenze          | Seuil de tolérance | 5 novembre 2020             | 14 juin 2022             | Maris Pfeiffer                 | Michael Vershinin (de),                                              |
| 13      | Vom Geben und Nehmen   | Projet mortel      | 12 novembre 2020            | 15 juin 2022             | Felix Herzogenrath (de)        | Marija Erceg                                                         |
| 14      | Entführt               | Enlèvement         | 4 novembre 2021             |                          | Felix Herzogenrath (de)        | Dinah Marte Golch (de)                                               |
| 15      | Ungebetene Gäste       | Manipulation       | 11 novembre 2021            |                          | Andreas Herzog (de)            | Michael Vershinin (de),                                              |
| 16      | Der lange Abschied     | L'adieu à la vie   | 18 novembre 2021            |                          | Ralf Huettner (de)             | Dinah Marte Golch (de)                                               |
| 17      | Gute Nachrichten       |                    | 13 octobre 2022             |                          | Matthias Tiefenbacher (de)     | Dinah Marte Golch (de)                                               |
| 18      | Schneewittchen         |                    | 20 octobre 2022             |                          | Matthias Tiefenbacher (de)     | Dinah Marte Golch (de), Isabell Serauky, Emily Reimer                |
| 19      | Am Ende einer Reise    |                    | 27 octobre 2022             |                          | Grzegorz Muskala (de)          | Michael Vershinin (de),                                              |
| 20      | Friedhof Der Welpen    |                    | 09 novembre 2023            |                          | Grzegorz Muskala (de)          | Dinah Marte Golch (de), Michael Vershinin (de)                       |
| 21      | Geburt Der Drachenfrau |                    | 16 novembre 2023            |                          | Grzegorz Muskala (de)          | Dinah Marte Golch (de), Michael Vershinin (de)                       |
| 22      | Schlepper              |                    | 23 novembre 2023            |                          | Grzegorz Muskala (de)          | Michael Vershinin (de)                                               |
| 23      | Am Scheideweg          |                    | 21 novembre 2024            |                          | Matthias Tiefenbacher (de)     | Astrid Ströher (de)                                                  |
| 24      | Emma                   |                    | 28 novembre 2024            |                          | Matthias Tiefenbacher (de)     | Dinah Marte Golch (de)                                               |